# Нидернойкирхен
Нидернойкирхен (нем. Niederneukirchen) — коммуна в Австрии, в федеральной земле Верхняя Австрия, входит в состав округа Линц.  Население составляет 1888 человек (по данным на 1 января 2005 года). Занимает площадь 21 км². Официальный код — 41015. 

## Политическая ситуация
Бургомистр коммуны — Эрнестине Хагингер (Ernestine Haginger) (СДПА) по результатам выборов 2003 года.
Совет представителей коммуны (Gemeinderat) состоит из 19 мест:
- АНП занимает 10 мест.
- СДПА занимает 9 мест.